# Крымское городище (Ростовская область)

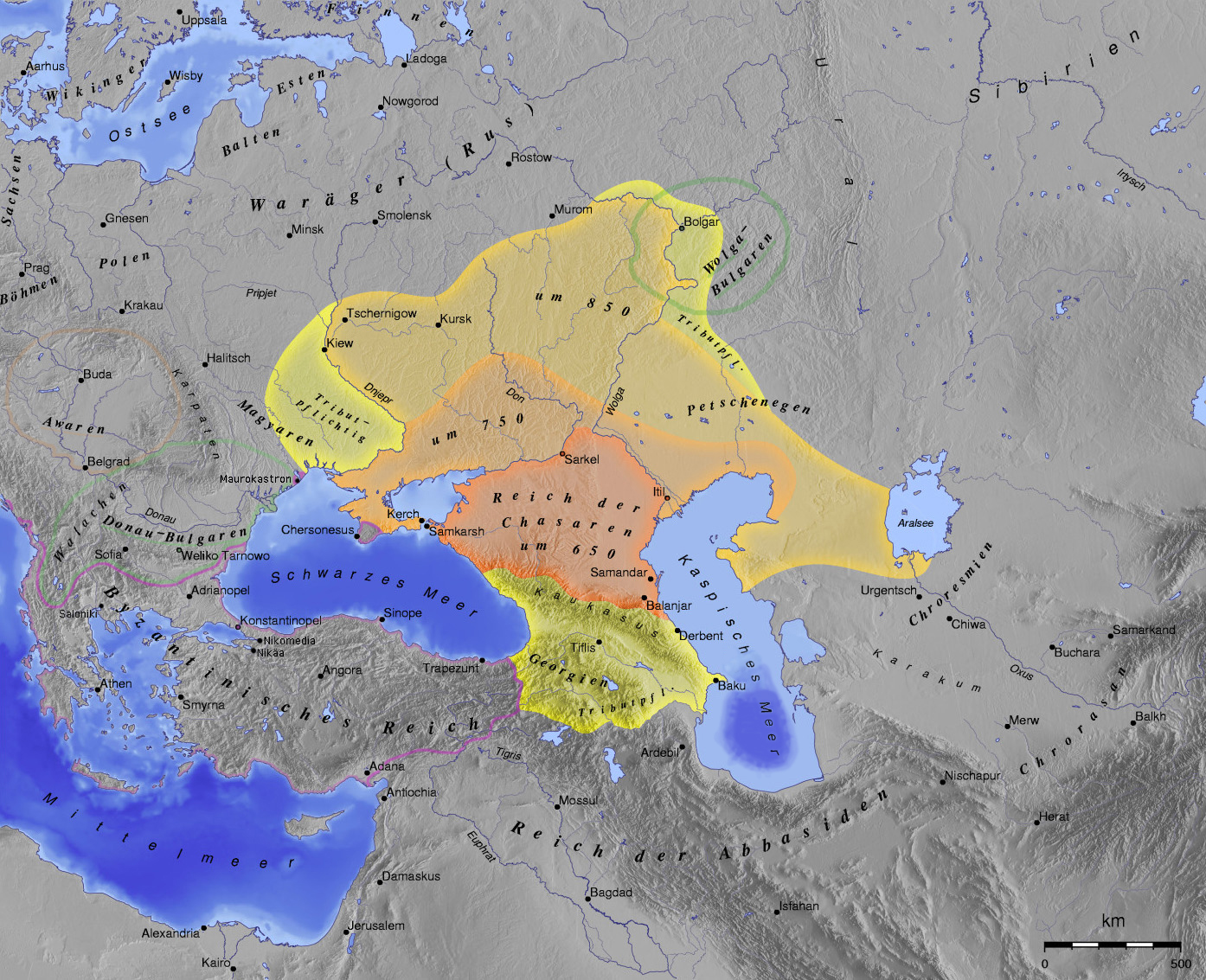
Хазарский каганат

Крымское городище — поселение времен Хазарского каганата, стоянка времен неолита. Расположено около хутора Крымский Усть-Донецкого района Ростовской области.

## История
Ростовская область была с древности густо заселена. Большая часть селений располагалась по берегам рек. На одних и тех же местах люди селились в разные исторические эпохи. Большинство памятников каменного века расположено также на высоком берегу рек. Одно из населённых городищ эпохи неолита было обнаружено около хутора Крымский Усть-Донецкого района Ростовской области. Городище находилось в балке, которая расположена на правом высоком берегу старого русла реки Дон (ныне Сухой Донец). Окружение в этой местности хорошо просматривается, что было немаловажно для обороны поселения.
На месте обнаруженного городища у хутора Крымского проводила раскопки археологическая экспедиция в рамках программы «Хазарского проекта». Городище представляло собой древний комплекс, включающий в себя остров, где ныне расположена станица Кочетовская, древние поселения от устья Северского Донца вплоть до станицы Раздорской. Датируется археологический памятник — VIII—XI веками нашей эры. Городища и поселения, расположенные в этой местности подчинялись Семикаракорской хазарской крепости и занимались обеспечением гарнизона крепости всем необходимым.
Существование городища и найденные на его месте предметы в свое время описывались В. М. Пудавовым и биологом Богачёвым. Среди интересных объектов, здесь были найдены обработанные камни, каменная дорога, элементы керамики, часть керамического водопровода.
На территории городища найдены также предметы эпохи неолита. Среди них: остатки гончарных печей, вкопанные в землю керамические ёмкости под вино. Обитатели городища постепенно переходили от кочевого образа жизни к оседлому. В эпоху неолита люди жили здесь в кругообразных полуземлянках из камыша, обмазанного глиной. Найденные здесь предметы относятся к салтово-маяцкой культуре (булгары и аланы).
На территории городища был также найден и изучен могильник с 140 захоронениями. Экспедицией учёных и студентов ЮФУ были найдены: детали резьбы по кости (олений рог с надпилами), жернов, грузик для ткацкого станка, пряслица, шлак, остающийся при обработке железа, куски керамики салтово-маяцкой культуры и др.